# Proceedings of the International Ornithological Congress
Les Proceedings of the International Ornithological Congress sont les actes de conférence de l’International Ornithological Congress.  Ce congrès est organisé tous les quatre ans par l’International Ornithological committee, un groupe de 200 ornithologues.  

Liste des congrès :
- 1884 - Vienne, Autriche
- 1891 - Budapest, Hongrie
- 1900 - Paris, France
- 1905 - Londres, Royaume-Uni
- 1910 - Berlin, Allemagne
- 1926 - Copenhague, Danemark
- 1930 - Amsterdam, Pays-Bas
- 1934 - Oxford, Royaume-Uni
- 1938 - Rouen, France
- 1950 - Uppsala, Suède
- 1954 - Bâle, Suisse
- 1958 - Helsinki, Finlande
- 1962 - Ithaca, État de New York, États-Unis
- 1966 - Oxford, Royaume-Uni
- 1970 - La Haye, Pays-Bas
- 1974 - Canberra, Australie
- 1978 - Berlin, Allemagne
- 1982 - Moscou, Russie
- 1986 - Ottawa, Canada
- 1990 - Christchurch, Nouvelle-Zélande
- 1994 - Vienne, Autriche
- 1998 - Durban, Afrique du Sud
- 2002 - Beijing, République populaire de Chine
- 2006 - Hambourg, Allemagne
- 2010 - Campos do Jordão, Brésil
- 2014 - Tokyo, Japon
- 2018 - Vancouver, Canada
- 2022 - congrès virtuel